# Dolwyddelan Castle
Dolwyddelan Castle ist eine Burgruine in Conwy in Wales. Die als Kulturdenkmal der Kategorie Grade I klassifizierte und als Scheduled Monument geschützte Ruine gehört zu den wichtigsten der von den walisischen Fürsten gebauten Burgen.

## Lage
Die Ruine liegt westlich des Dorfes Dolwyddelan im Snowdonia-Nationalpark. Sie liegt auf einem steilen Höhenzug über dem Tal des Afon Lledr.

## Geschichte
Angeblich wurde um 1173 in der Burg der walisische Fürst Llywelyn ab Iorwerth geboren. Vermutlich befand sich jedoch zu diesem Zeitpunkt an der jetzigen Stelle keine Burg, sondern Llywelyn wurde vermutlich in der unweit gelegenen, älteren Burg Tomen Castell geboren. Der Standort der Burg wurde zu Beginn des 13. Jahrhunderts von Llywelyn an den heutigen Ort verlegt, der steinerne Keep wurde jedoch erst um 1220 errichtet. Von der Burg aus konnten zwei wichtige Zuwege nach Snowdonia, unter anderem das Tal des Conwy, kontrolliert werden.
Später diente die Burg als eine Residenz von Llywelyn ap Gruffydd, der in der Burg im Mai 1278 Gruffydd ap Maredudd und vier andere walisische Lords von Deheubarth und Ceredigion empfing, obwohl er nach seiner Niederlage gegen Eduard I. im Krieg von 1277 nicht mehr deren Oberherr war. Während der Eroberung von Wales durch Eduard I. wurde die Burg am 18. Januar 1283 von englischen Truppen vermutlich kampflos erobert. Nach der englischen Eroberung diente die Burg als Stützpunkt einer englischen Garnison, doch wurde sie spätestens nach dem walisischen Aufstand von 1294, der verdeutlicht hatte, wie schwer die abgelegenen Burgen im Bergland von Wales im Verteidigungsfall zu versorgen waren, aufgegeben.
1402 diente die Burg vermutlich als Gefängnis für den englischen Baron Reginald Grey, 3. Baron Grey de Ruthin, der in die Gefangenschaft von Owain Glyndŵr geraten war. 1488 erwarb der walisische Adlige Maredudd ap Ievan die Burg und baute den Keep aus. Nach seinem Tod 1525 verlegten seine Nachkommen ihren Wohnsitz nach Gwydir Castle, während Dolwyddelan Castle verlassen wurde und verfiel. Im Zuge eines erstarkenden walisischen Nationalbewusstseins ließ der damalige Besitzer Willoughby de Eresby 1848 den Keep restaurieren. Die Ruine wird heute von Cadw verwaltet und ist zu besichtigen.
1980 wurde der Ort für alle Außenaufnahmen von Ulrichs Schloss während der Dreharbeiten zum Film Drachentöter genutzt.

## Anlage

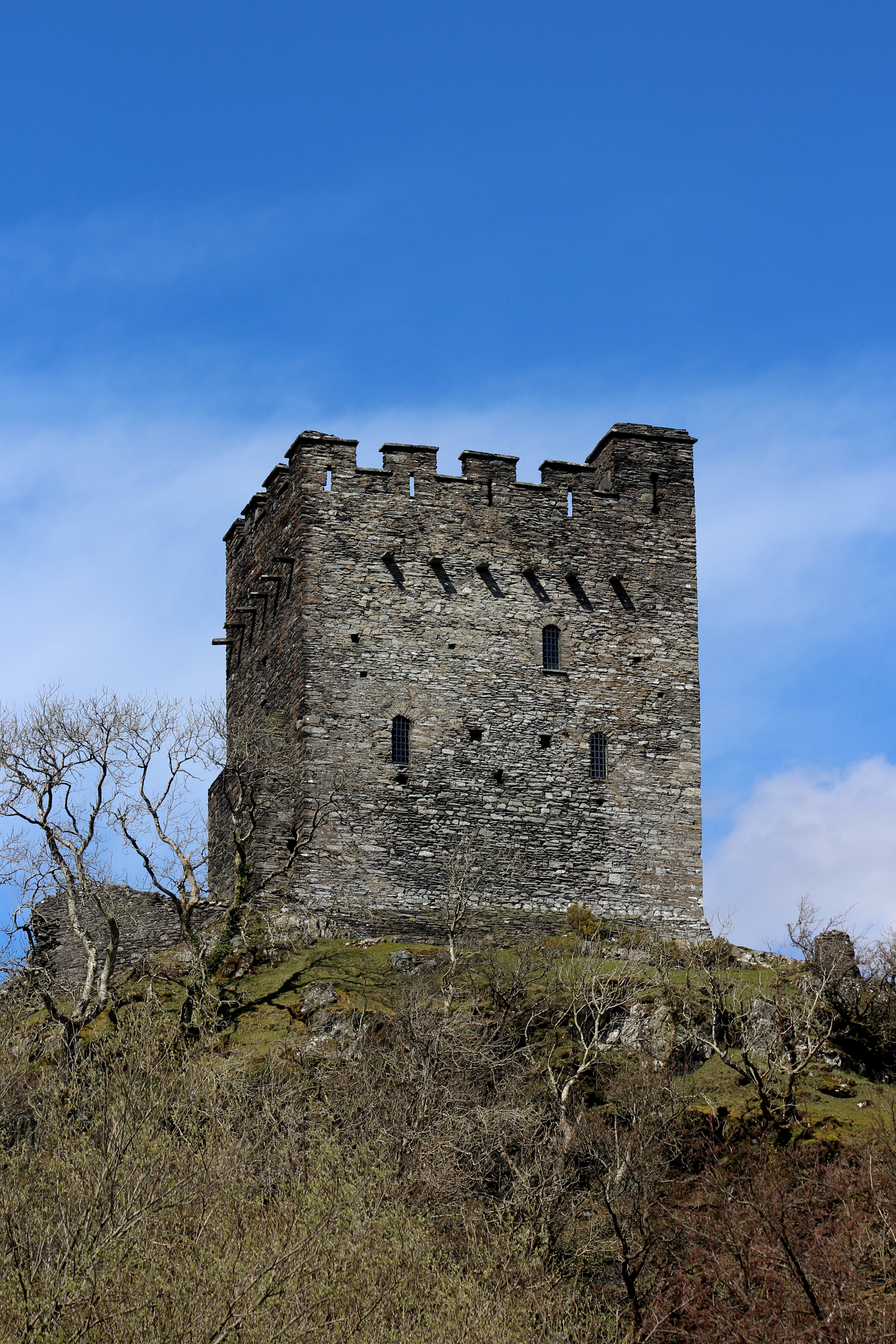
Südseite von Dolwyddelan Castle

Die kleine Burg liegt auf einem Höhenzug, von dem sie im Norden und Süden durch tiefe Gräben getrennt ist. Der kleine, hufeisenförmige Innenhof war von einer Ringmauer umgeben, von der nur noch die Grundmauer erhalten ist. An der Nordostseite liegt der Hauptzugang zur Burg, der wie bei fast allen Burgen der walisischen Fürsten durch ein einfaches Tor in der Ringmauer führte. Am Ostrand des Felsens wurde der Keep errichtet, dessen rechteckige Form bereits zur Erbauungszeit veraltet war. Der Turm besaß über einem Kellergeschoss ursprünglich zwei Obergeschosse, der Zugang zum Turm liegt im ersten Obergeschoss. Das dritte Obergeschoss wurde nach 1488 errichtet. Der Westturm, von dem nur noch Ruinen erhalten sind, wurde vermutlich von den Engländern nach 1283 errichtet.